# Bess Myerson
Bess Myerson (New York, 16 giugno 1924 – Los Angeles, 14 dicembre 2014) è stata una modella statunitense, eletta Miss New York ed in seguito Miss America 1945. È stata la prima donna ebrea a vincere il titolo di Miss America. In seguito ha avuto una fortunata carriera televisiva per tutti gli anni cinquanta e sessanta. Negli anni successivi è stata coinvolta nell'organizzazione politica di New York.
Durante la sua partecipazione al concorso di bellezza, la Myerson rifiutò, nonostante le suppliche, di utilizzare uno pseudonimo che "suonasse meno ebreo". La Myerson affrontò i pregiudizi anche dopo aver vinto il titolo di Miss America, dato che molti sponsor ed eventi storicamente associati con il concorso si rifiutarono di avere a che fare con lei. Proprio per tale ragione, Bess Myerson si fece portavoce di varie campagne per i diritti civili, ed in particolare collaborò con l'Anti-Defamation League.
Nel 1954, la Myerson fece parte della giuria di The Name's the Same, un gioco a premi televisivo. Dal 1958 al 1967, lavorò anche nella trasmissione I've Got a Secret. Per tutti gli anni sessanta e settanta, la Myerson partecipò in varie trasmissioni televisive e fu testimonial di vari prodotti commerciali.
Bess Myerson è sopravvissuta ad un cancro alle ovaie, che le è stato diagnosticato nel 1973, e ad un infarto che l'ha colpita diversi anni dopo.
In prime nozze ha sposato Allan Wayne, da cui ha avuto la figlia Barbara Carol, detta Barra, futura attrice,sceneggiatrice e regista, e da cui ha divorziato nel 1958; quattro anni dopo ha sposato Arnold Grant, che ha anche adottato Barra dandole il cognome.